# Belton (Texas)
Belton é uma cidade localizada no estado norte-americano de Texas, no Condado de Bell.

## Demografia
Segundo o censo norte-americano de 2000, a sua população era de 14.623 habitantes. 
Em 2006, foi estimada uma população de 16.091, um aumento de 1468 (10.0%).

## Geografia
De acordo com o United States Census Bureau tem uma área de 
34,0 km², dos quais 32,3 km² cobertos por terra e 1,7 km² cobertos por água. Belton localiza-se a aproximadamente 155 m acima do nível do mar.

## Localidades na vizinhança
O diagrama seguinte representa as localidades num raio de 16 km ao redor de Belton. 